# 云南赤车
云南赤车（学名：Pellionia yunnanensis）为荨麻科赤车属下的一个种。其种加词 yunnanensis 意为“云南的”。
现接受名为云南楼梯草（Elatostema yunnanense H.Schroet., 1936）。